# Karnut
Karnut (in armeno Կառնուտ?) è un comune di 992 abitanti (2001) della provincia di Shirak in Armenia.